# Fall Fenaroli-Ghiani
Der Fall Fenaroli-Ghiani, in Italien bekannt als Mistero di via Monaci, war ein ungeklärter italienischer Mordfall.
Der Geometer Giovanni Fenaroli (Besitzer der Firma Fenarolimpresa) und der Elektrotechniker Raoul Ghiani wurden beschuldigt, Maria Martirano am 10. September 1958 in der Via Ernesto Monaci in Rom stranguliert zu haben. Trotz Widersprüchen wurden beide am 11. Juni 1961 durch den Corte d'Assise d'Appello di Roma verurteilt, während 20.000 Menschen außerhalb des Gerichts demonstrierten. 1984 wurde Ghiani begnadigt.

## Populärkultur
- Fabio Sanvitale: Il caso Fenaroli. Tutto quello che vedi può essere falso. Theaterstück. Florian TSI, 2007.